# TVGE
Televisión de Guinea Ecuatorial (TVGE) es un canal de televisión estatal ecuatoguineano, gestionado por Radio Televisión de Guinea Ecuatorial (RTVGE). Emite su programación en español
El canal es financiado por el Estado a través del Ministerio de Información, Prensa y Radio, por lo que sus programas poseen una postura a favor del régimen de Teodoro Obiang Nguema.
Su sede se encuentra en la capital del país, Malabo, en la isla de Bioko, y posee cobertura a nivel nacional.

## Historia
El canal fue inaugurado el 20 de julio de 1968 como centro de producción de Televisión Española para la comunidad autónoma de Guinea Ecuatorial. En su programa inaugural, el presidente del Gobierno, Francisco Franco, dio un discurso al pueblo español residente en la autonomía de Guinea Ecuatorial. En la inauguración participó el ministro de Información y Turismo, Manuel Fraga.
TVE Guinea-Santa Isabel inició su programación como canal independiente, tal y como pasaba con TVE Canarias entre 1964 y 1971. Después de la de Cataluña y la de Canarias, la de Guinea Ecuatorial se convirtió en la tercera antena regional de TVE. Su programación se nutría de la de la Primera Cadena, incluyendo informativos propios.
Tras la independencia de Guinea Ecuatorial, la cadena (que aún seguía siendo operada por RTVE) entró en conflicto con las nuevas autoridades, quienes la acusaron de emitir "programación racista". A medida que la situación se agravaba (en el contexto de la Crisis diplomática entre España y Guinea Ecuatorial de 1969), el nuevo Gobierno pidió a España la donación de todas las instalaciones con las que contaba el centro territorial de RTVE en Guinea Ecuatorial o que en su defecto se hiciera una donación de su valor económico (de dos millones de pesetas), pero España se negó. Ante esta negativa, el nuevo presidente del Gobierno, Francisco Macías Nguema, prohibió la emisión de parte de la programación enviada desde Madrid, principalmente los programas recreativos y culturales, ya que para el Gobierno se trataba de "propaganda imperialista". Por otro lado, los informativos territoriales que RTVE emitía en desconexión para el país pasaron a estar fuertemente censurados por el Ministerio del Interior ecuatoguineano. Por esas fechas, Eusebio Aba Ondó, esposo de una sobrina de Macías, fue designado director de la TVGE.
Finalmente, ante estos hechos, RTVE acabaría por cerrar su centro territorial, el único que daba cobertura televisiva al país. Poco después, se reanudaron sus emisiones ya como Televisión Nacional de Guinea Ecuatorial, pero dejaría de funcionar definitivamente en 1970 ante la falta de interés del Gobierno por crear las condiciones óptimas para que la emisora funcionara correctamente, ignorando los requerimientos de los pocos técnicos españoles que aún la operaban bajo supervisión ecuatoguineana y que terminarían abandonando el país. Durante el Gobierno de Macías, por la TVGE se emitían generalmente filmaciones de sus giras por el país y mítines populares. Tras la retirada de los técnicos españoles, Macías quiso poner nuevamente la televisión en marcha con ayuda de técnicos cubanos, pero fue imposible reparar el material dañado.

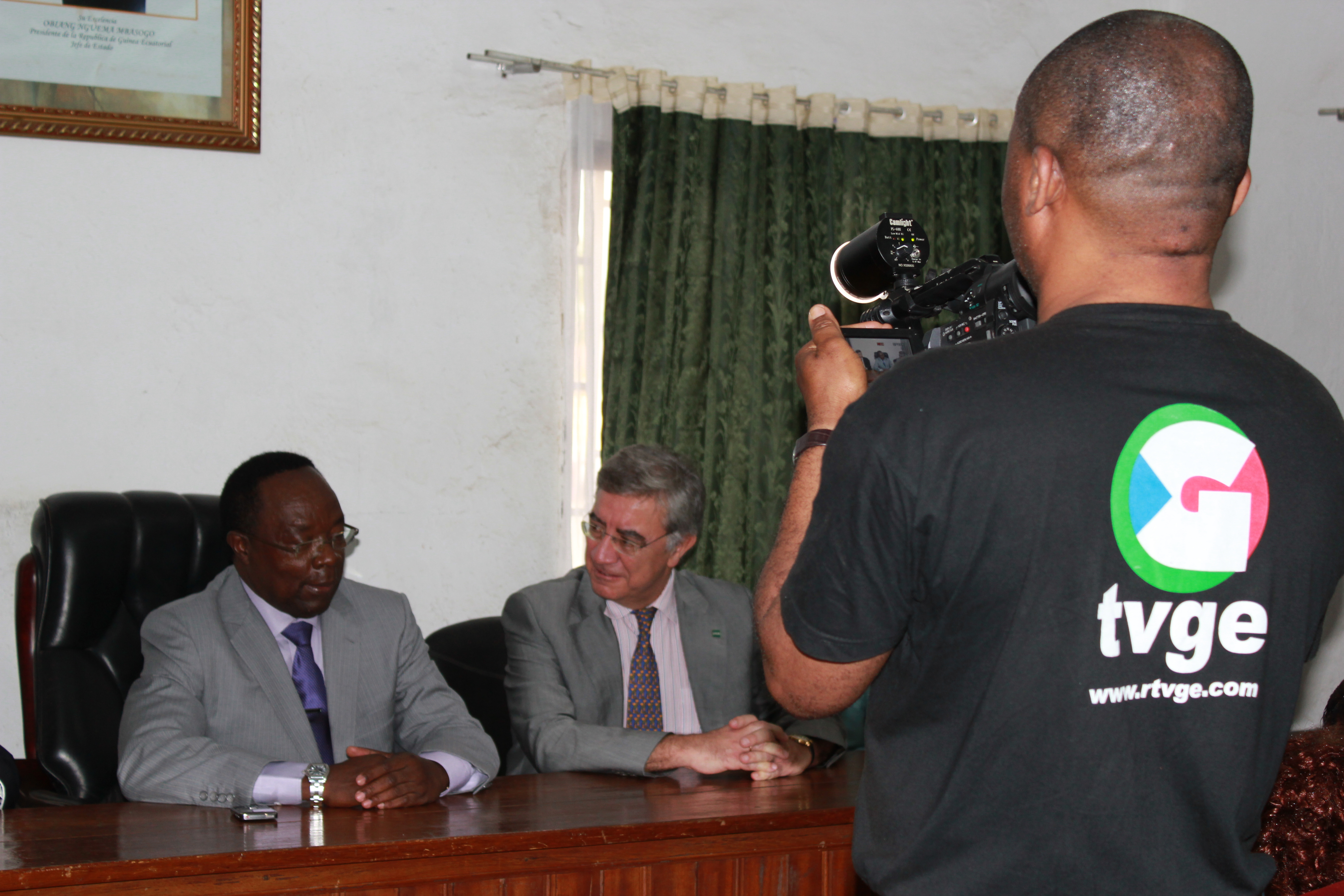
Cobertura por TVGE de los actos conmemorativos de los 30 años del campus de la UNED en Guinea Ecuatorial.

La TVGE no sería restablecida hasta el 1 de diciembre de 1979, poco después del golpe de Estado y el ascenso al poder de Teodoro Obiang. En la reinstalación también participaron técnicos de RTVE, como parte de la política de cooperación iniciada por la España democrática con Guinea Ecuatorial tras el golpe. Se emitió la programación de TVE 1 con informativos de producción guineana hasta la década de 1990.
En 2009 recibió críticas del Gobierno ecuatoguineano, por fallas presentadas en sus transmisiones, por lo que se han firmado convenios de cooperación para capacitación de personal con España y China, además de realizarse inversiones para una nueva sede y compra de equipos con la intención de mejorar la calidad de su programación, adicionalmente ha recibido críticas de la oposición por supuesta parcialidad con el Gobierno de ese país.
Desde el 31 de mayo de 2011, su transmisión internacional llega a toda Europa, a algunos países del Norte de África, Oriente Medio y Asia Central y a parte de Groenlandia (Dinamarca) a través del satélite W3A de Eutelsat. Sus emisiones se regularizaron dos semanas después. También se emite a América a través del satélite Telstar 12.
En el año 2016 empieza formalmente su transmisión para toda América a través del satélite Hispasat 1E.